# Austria en los Juegos Paralímpicos de Innsbruck 1988
Austria estuvo representada en los Juegos Paralímpicos de Innsbruck 1988 por un total de 52 deportistas, 37 hombres y 15 mujeres.

## Medallistas
El equipo paralímpico austríaco obtuvo las siguientes medallas:
| Nombre                                         | Deporte                    | Evento                                   |
| ---------------------------------------------- | -------------------------- | ---------------------------------------- |
| Oro                                            |                            |                                          |
| Felix Karl                                     | Carrera de trineo en hielo | 100 m grado I masculino                  |
| Felix Karl                                     | Carrera de trineo en hielo | 300 m grado I masculino                  |
| Felix Karl                                     | Carrera de trineo en hielo | 500 m grado I masculino                  |
| Felix Karl                                     | Carrera de trineo en hielo | 700 m grado I masculino                  |
| Martina Altenberger                            | Esquí alpino               | Descenso LW6/8 femenino                  |
| Martina Altenberger                            | Esquí alpino               | Eslalon LW6/8 femenino                   |
| Martina Altenberger                            | Esquí alpino               | Eslalon gigante LW6/8 femenino           |
| Elisabeth Kellner                              | Esquí alpino               | Descenso B2 femenino                     |
| Elisabeth Kellner                              | Esquí alpino               | Eslalon gigante B2 femenino              |
| Elisabeth Maxwald                              | Esquí alpino               | Eslalon gigante B1 femenino              |
| Franz Griessbacher                             | Esquí alpino               | Descenso B1 masculino                    |
| Franz Griessbacher                             | Esquí alpino               | Eslalon gigante B1 masculino             |
| Odo Habermann                                  | Esquí alpino               | Descenso B2 masculino                    |
| Odo Habermann                                  | Esquí alpino               | Eslalon gigante B2 masculino             |
| Paul Bluschke                                  | Esquí alpino               | Eslalon LW10 masculino                   |
| Paul Bluschke                                  | Esquí alpino               | Eslalon gigante LW10 masculino           |
| Dietmar Schweninger                            | Esquí alpino               | Eslalon LW6/8 masculino                  |
| Josef Meusburger                               | Esquí alpino               | Eslalon gigante LW4 masculino            |
| Meinhard Tatschl                               | Esquí alpino               | Eslalon gigante LW6/8 masculino          |
| Veronika Preining                              | Esquí de fondo             | 5 km distancia corta B1 femenino         |
| Plata                                          |                            |                                          |
| Wolfgang Pickl                                 | Biatlón                    | 7,5 km LW6/8 masculino                   |
| Josef Greil                                    | Carrera de trineo en hielo | 100 m grado I masculino                  |
| Josef Greil                                    | Carrera de trineo en hielo | 300 m grado I masculino                  |
| Edith Hölzl                                    | Esquí alpino               | Descenso B2 femenino                     |
| Gabriele Berghofer                             | Esquí alpino               | Eslalon gigante B2 femenino              |
| Gerhard Langer                                 | Esquí alpino               | Descenso LW3 masculino                   |
| Markus Ramsauer                                | Esquí alpino               | Eslalon gigante LW4 masculino            |
| Renata Hönisch                                 | Esquí de fondo             | 5 km distancia corta B2 femenino         |
| Veronika Preining                              | Esquí de fondo             | 10 km distancia larga B1 femenino        |
| Renata Hönisch Veronika Preining Marian Susitz | Esquí de fondo             | 3 × 5 km B1-3 femenino                   |
| Bronce                                         |                            |                                          |
| Josef Greil                                    | Carrera de trineo en hielo | 500 m grado I masculino                  |
| Josef Greil                                    | Carrera de trineo en hielo | 700 m grado I masculino                  |
| Gabriele Berghofer                             | Esquí alpino               | Descenso B2 femenino                     |
| Edith Hölzl                                    | Esquí alpino               | Eslalon gigante B2 femenino              |
| Meinhard Tatschl                               | Esquí alpino               | Descenso LW6/8 masculino                 |
| Meinhard Tatschl                               | Esquí alpino               | Eslalon LW6/8 masculino                  |
| Willi Hohm                                     | Esquí alpino               | Descenso B1 masculino                    |
| Gerhard Pscheider                              | Esquí alpino               | Eslalon gigante B2 masculino             |
| Rainer Bergmann                                | Esquí alpino               | Eslalon gigante LW2 masculino            |
| Gerhard Langer                                 | Esquí alpino               | Eslalon gigante LW3 masculino            |
| Hildegard Fetz                                 | Esquí de fondo             | 2,5 km distancia corta grado II femenino |
| Hildegard Fetz                                 | Esquí de fondo             | 5 km distancia larga grado II femenino   |
| Marian Susitz                                  | Esquí de fondo             | 5 km distancia corta B2 femenino         |
| Renata Hönisch                                 | Esquí de fondo             | 10 km distancia larga B2 femenino        |